# Грецька антирадянська контрреволюційна повстанська шпигунська підпільна організація
Грецька антирадянська контрреволюційна повстанська шпигунська підпільна організація — організація, що реально не існувала. Справа про неї була сфабрикована НКВС для виправдання проведення репресій серед греків України та припинення політики коренізації.
Цілями організації нібито були підготовка повстання греків в тилу Червоної армії, шпигунська і підривна діяльність. При цьому підпільна організація нібито підтримувала зв'язки з аналогічними контрреволюційними організаціями Північного Кавказу, Абхазії, Криму, правотроцькістською організацією Донбасу та українськими націоналістами.
Арешти проводилися з грудня 1937 до початку 1938 року в Маріуполі, Сталіно, Харкові, Одесі та Києві. По справі організації були заарештовані практично всі, хто мав відношення до політики еллінізації, а також до діяльності грецьких культурних і навчальних організацій: колишній глава грецької секції Центрального комісаріату національних меншин С. Ялі, секретар облвиконкому П. Богадіца, всі співробітники грецької газети «Колехтивістис», журналу «Піонеріс» і Донецького обласного грецького видавництва (Г. Костоправ, А. Дімітріу, Г. Кудаковцев, Ф. Ялі, Л. Лео, М. Тішлек, А. Мегільбей, Х Хараман, Х. Акрітас, Ф. Самарчіді, К. Скіліс), викладацький склад грецького педагогічного училища і грецьких шкіл Маріупольщини (І. Левопулос, І. Бешевлі, М. Спінжа, Г. Лелнідас і ін.), колишні співробітники Грецького національного театру, члени будинків народів Сходу в Харкові, Києві та Одесі.